# Aptesis nordlandiae
Aptesis nordlandiae är en stekelart som först beskrevs av Embrik Strand 1913.  Aptesis nordlandiae ingår i släktet Aptesis och familjen brokparasitsteklar. Inga underarter finns listade.